# میوه‌خورک سینه‌طلایی
میوه‌خورک سینه‌طلایی (نام علمی: Pipreola aureopectus) نام یک گونه از سرده میوه‌خورک است.